# Poliéster

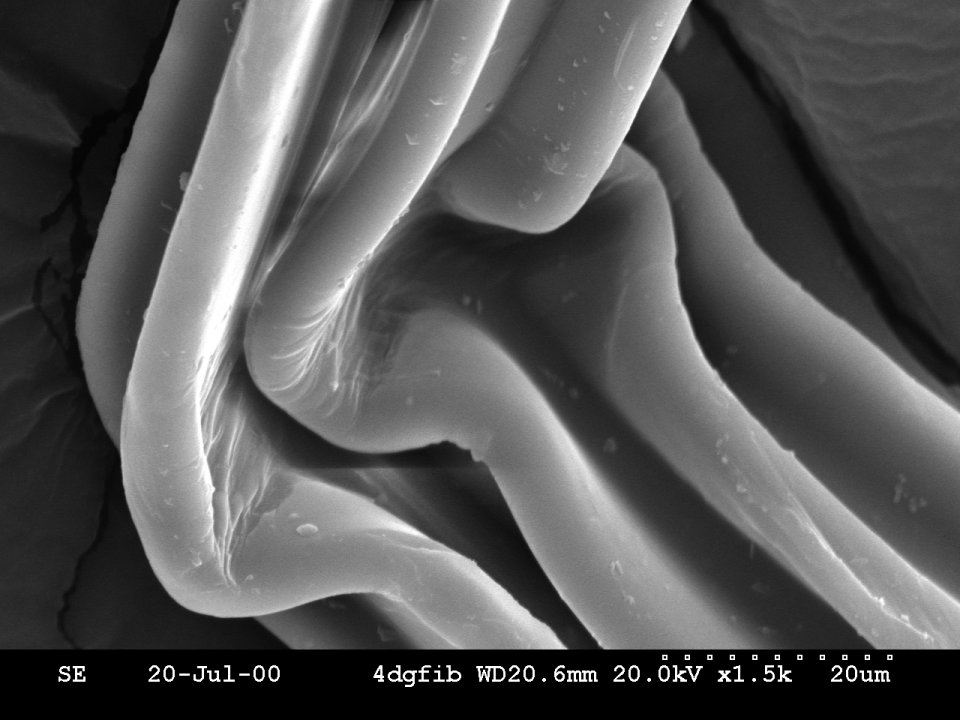
Fotografía de microscopio electrónico del poliéster.

El poliéster  es una categoría de polímeros que contiene el grupo funcional éster en su cadena principal. Los poliésteres que existen en la naturaleza son conocidos desde 1830, pero el término poliéster generalmente se refiere a los poliésteres sintéticos (plásticos), provenientes de fracciones pesadas del petróleo.
El poliéster termoplástico más conocido es el PET. El PET está formado sintéticamente por etilenglicol más tereftalato de dimetilo, que producen el polímero o poltericoletano. Como resultado del proceso de polimerización, se obtiene la fibra, que en sus inicios fue la base para la elaboración de los hilos para coser y que actualmente tiene múltiples aplicaciones, como la fabricación de botellas de plástico que anteriormente se elaboraban con PVC. Se obtiene a través de la condensación de dioles (grupo funcional dihidroxilo).
Las resinas de poliéster (termoestables) se usan también como matriz para la construcción de equipos, tuberías anticorrosivas y fabricación de pinturas. Para dar mayor resistencia mecánica suelen ir reforzadas con cortante, también llamado endurecedor o catalizador, sin purificar.
El poliéster es muy resistente a la humedad, a los productos químicos y a las fuerzas mecánicas. Se usa en la fabricación de fibras, recubrimientos de láminas, etc.